# درتوویتسه
درتوویتسه (به چکی: Dřetovice) یک منطقهٔ مسکونی در جمهوری چک است که در شهرستان کلادنو واقع شده‌است. درتوویتسه ۵٫۳۹ کیلومتر مربع مساحت و ۴۹۶ نفر جمعیت دارد و ۲۵۵ متر بالاتر از سطح دریا واقع شده‌است.